# Invasão de Corumbá
A invasão de Corumbá, no contexto da Guerra do Paraguai, foi a primeira movimentação paraguaia dentro do território brasileiro, dando início à campanha do Mato Grosso. No dia 23 de dezembro de 1864, Solano López enviou cerca de cinco mil soldados através do rio Paraguai sob o comando de Vicente Barrios. Essa coluna atacou o Forte Novo de Coimbra no dia 27, capitulando três dias depois; avançaram em direção de Albuquerque, atingindo Corumbá em 4 de janeiro de 1865.

## A invasão
López destacou cerca de nove mil soldados divididos em duas colunas, sendo uma comandada pelo coronel Vicente Barrios e outra comandada pelo também coronel Francisco Isidoro Resquín. A segunda coluna, que contava com quatro mil soldados, foi responsável pelas operações mais ao sul da província de Mato Grosso no território entorno de Dourados, tomada em 29 de dezembro de 1864. Já a primeira coluna, de cerca de cinco mil homens, tinha como missão invadir Corumbá e territórios mais ao norte, chegando até Coxim.

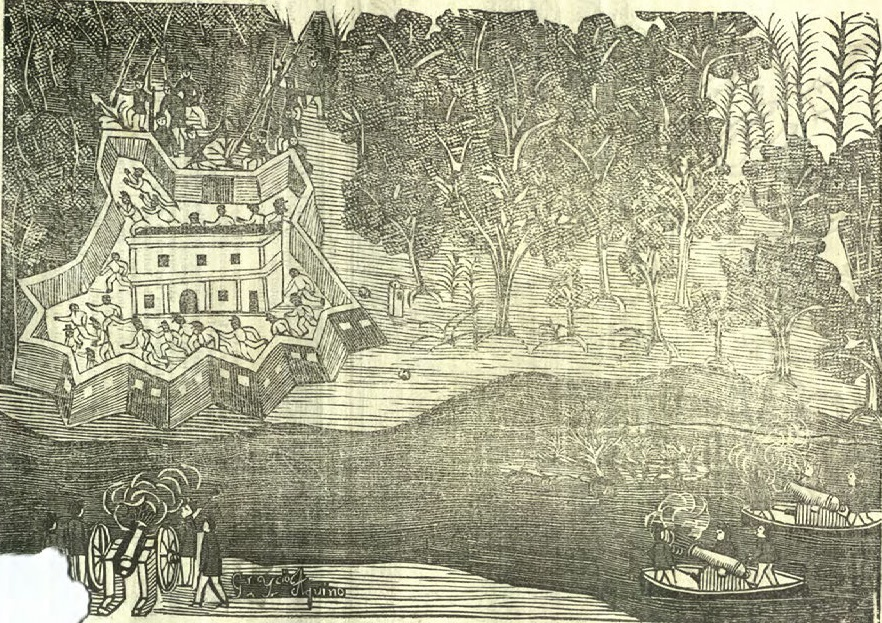
Gravura publicada no jornal paraguaio Cabichuí, mostrando canhões disparando em direção ao Forte Coimbra e a retirada brasileira.

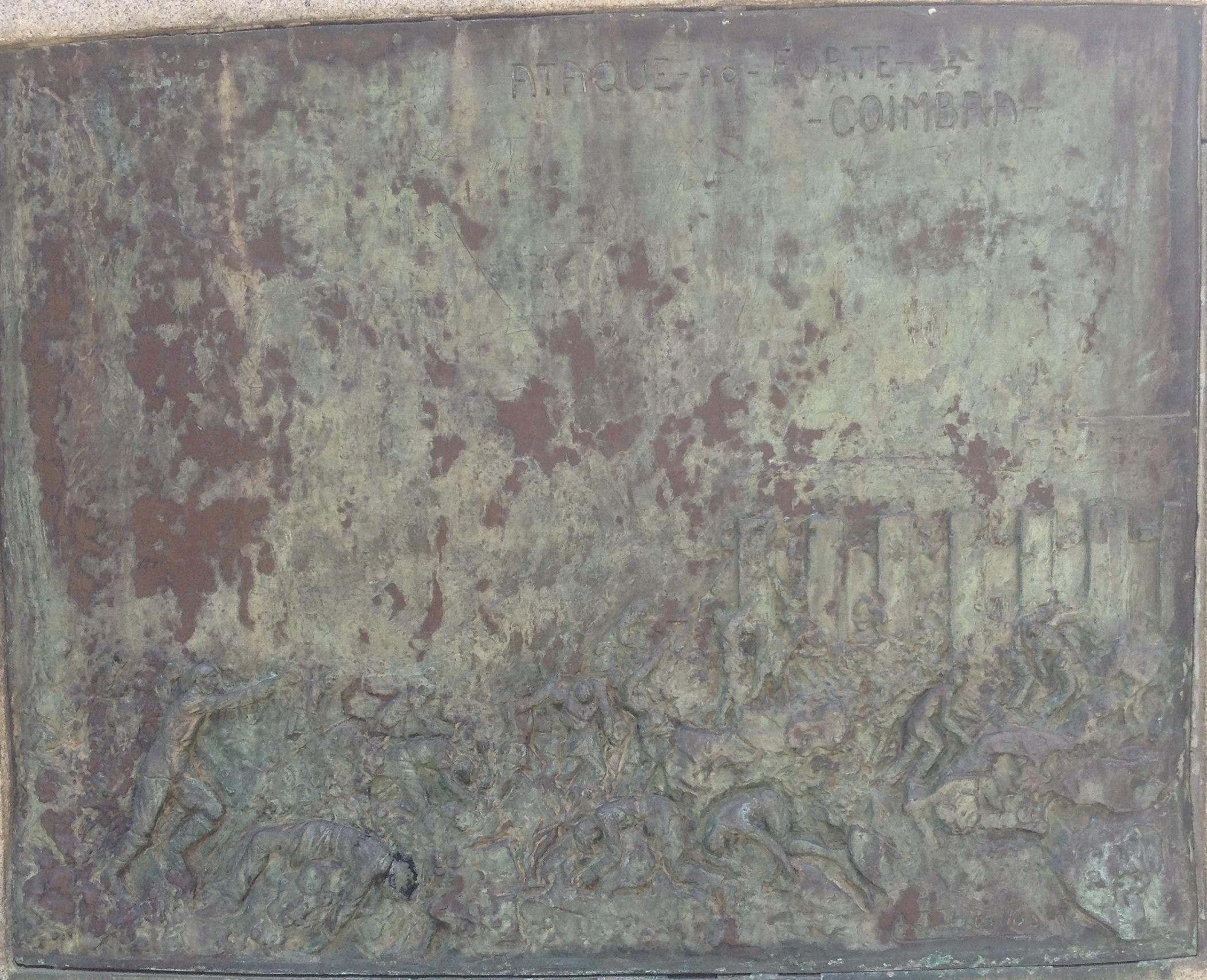
Ataque ao Forte Coimbra (Monumento aos Heróis de Laguna e Dourados, Urca, Rio de Janeiro - RJ).

O primeiro obstáculo foi o Forte de Nova Coimbra, construído pelos portugueses no século XVIII. Os paraguaios, divididos em cinco batalhões de infantaria e duas colunas de cavalaria, avançaram sobre o forte no dia 27 de dezembro de 1864, que era defendido por apenas 195 brasileiros (155 militares e guardas nacionais e o restante civis), sob o comando do tenente-coronel Hermenegildo de Albuquerque Porto Carrero, o Barão de Forte Coimbra. No forte havia cerca de 31 peças de artilharia, com apenas 12 delas funcionando. Os paraguaios enfrentaram feroz resistência por parte dos brasileiros que, durante três dias, impediram a tomada do forte. As esposas e familiares dos oficiais e praças prepararam cartuchos de pólvora, ataduras, e atenderam como possível os feridos. Sem recursos para resistir e distante de reforços, o forte foi evacuado em ordem, na noite de 28 para 29 de dezembro, na canhoneira Anhambaí. O forte (e a bateria fronteira, no Morro da Marinha) permaneceu ocupado pelas forças paraguaias até abril de 1868, quando o abandonaram, conduzindo a sua artilharia e tudo o que nele existia.
Vencido este obstáculo, a coluna rumou em direção de Corumbá, seguindo a trilha de Porto Carrero, passando e invadindo sem luta o distrito de Albuquerque em 1 de janeiro de 1865. No dia 4 de janeiro, os paraguaios alcançaram Corumbá que no momento era comandada pelo Coronel Carlos Augusto de Oliveira. Quando soube que os paraguaios haviam chegado na cidade, colocou suas tropas num barco e subiu o rio rumo a Cuiabá deixando os cerca de mil habitantes entregues à própria sorte. Tal ato enfureceu os militares locais que categorizaram Oliveira e demais oficiais responsáveis pela fuga de covardes. Os paraguaios saquearam inteiramente a cidade enviando os homens para trabalhos forçados no Paraguai e deixando apenas crianças e mulheres que também foram obrigadas a fazer trabalhos forçados para os paraguaios na cidade.
A força total de soldados brasileiros destacados na província de Mato Grosso chegavam a pouco mais de 800 homens. Diante disso e do fato da região ser extremamente remota, a invasão paraguaia foi um sucesso. As tropas de Barrios avançaram até a distante Coxim, centenas de quilômetros ao leste no Mato Grosso.[carece de fontes?]